# Moreno Kratter
Moreno Kratter (* 9. März 1998 in Wald) ist ein Schweizer Kunstturner. Er ist Medaillengewinner bei Schweizer Junioren- und Elite-Meisterschaften und vertrat die Schweiz unter anderem bei den Europaspielen 2019 und den Weltmeisterschaften 2021 sowie im Juniorenbereich beim Europäischen Olympischen Jugendfestival 2015, wo er eine Goldmedaille am Reck gewann.

## Karriere
Kratter wurde im Jahr 1998 als Sohn einer Notfallpflegerin und eines Servicetechnikers geboren und hat zwei Geschwister. Seit der Jugend turnt er für den Verein TV Rüti im Zürcher Turnverband und wechselte später ins Leistungszentrum in Rümlang. Schon als Kind war er im Kunstturnen erfolgreich und gewann bei Schweizer Junioren-Meisterschaften 2015 und 2016 zweite Plätze im Mehrkampf und mehrere Medaillen bei Gerätefinals. Er trat für die Schweizer Junioren-Nationalmannschaft bei mehreren Länderkämpfen und internationalen Wettkämpfen an und erreichte dort mit dem Team und im Mehrkampf Podestplatzierungen. 2015 wurde er ins Kader für das Europäische Olympische Jugendfestival in Tiflis berufen. Dort erreichte er mit dem Team einen 4. Platz und erreichte selbst mehrere Top-10-Platzierungen, inklusive einer Goldmedaille am Reck mit 14,050 Punkten. Im Folgejahr erreichte er bei den Junioren-Europameisterschaften den dritten Platz im Team und sicherte sich die Silbermedaille am Reck.
Seit dem Jahr 2016 tritt er bei den Elite-Schweizermeisterschaften an und ist seit Januar 2019 auch Teil des Nationalkaders des Schweizerischen Turnverbandes. Bei den Elite-Schweizermeisterschaften erreichte er mehrmals Top-10-Platzierungen, darunter 2018 eine Goldmedaille am Boden. Bei den Schweizer Mannschaftsmeisterschaften belegte er häufiger mit seinem Team einen Podestplatz. Er nahm mehrmals am Eidgenössischen Turnfest teil. Er trat für die Schweizer Nationalmannschaft bei mehreren Turn-Weltcups an und erreichte dabei mehrere Finals, konnte sich aber noch keine Medaille sichern. Im Jahr 2021 ging er für die Schweiz bei den Turn-Weltmeisterschaften 2021 in Kitakyūshū an den Geräten Boden und Reck in den Wettkampf. In seiner Karriere hat er Noten von über 81 Punkten im Mehrkampf erreicht.
Kratter wohnt in Rüti ZH sowie zu Trainingszeiten im Schachenmann-Haus des Schweizerischen Nationalverbandes in Magglingen. Er studiert an der Berufsmaturitätsschule AKAD in Bern und hat eine kaufmännische Ausbildung für Sporttalente an der United School of Sports Gemeinde Rümlang durchgeführt.

## Galerie

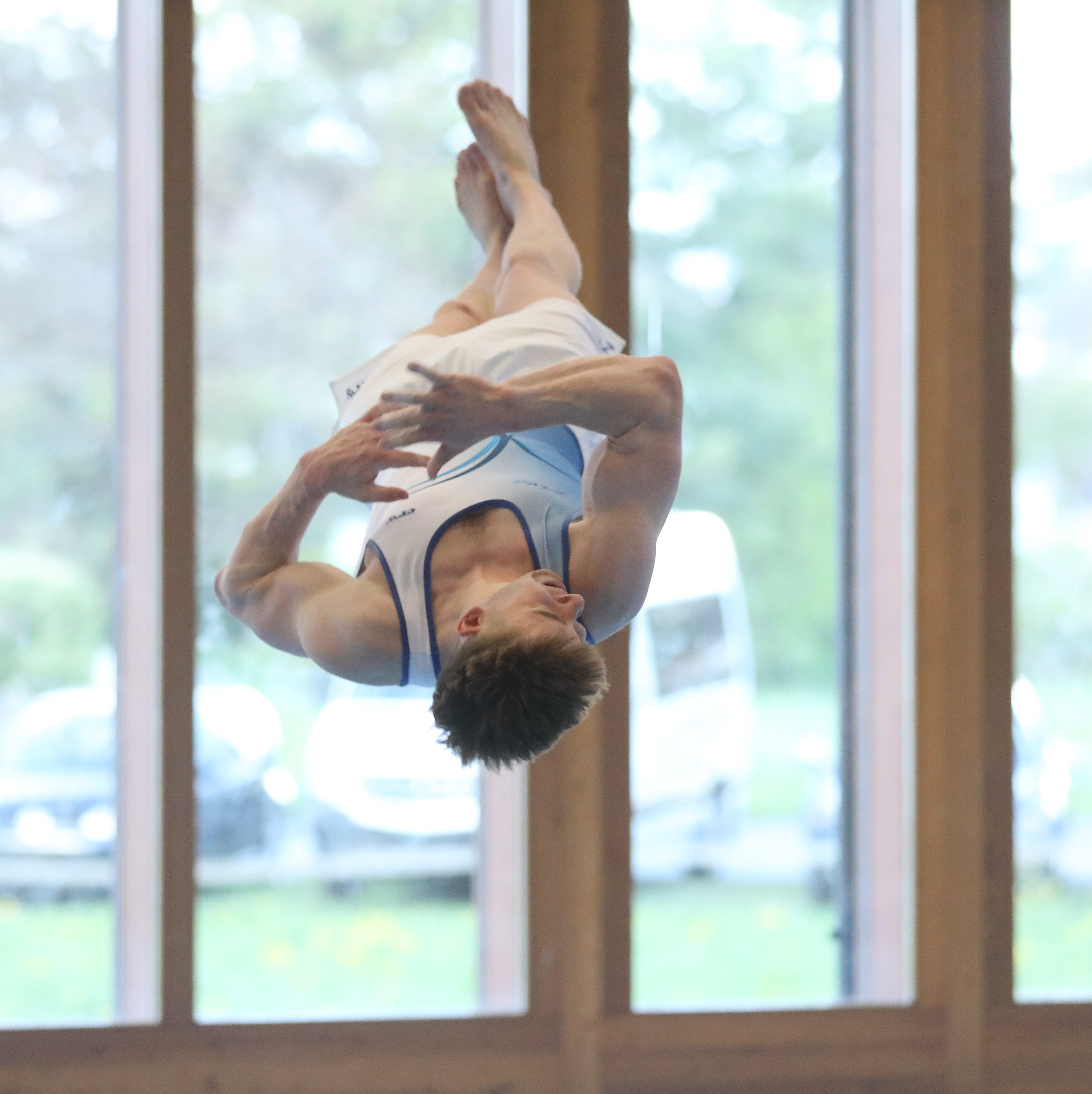
Kratter am Boden,
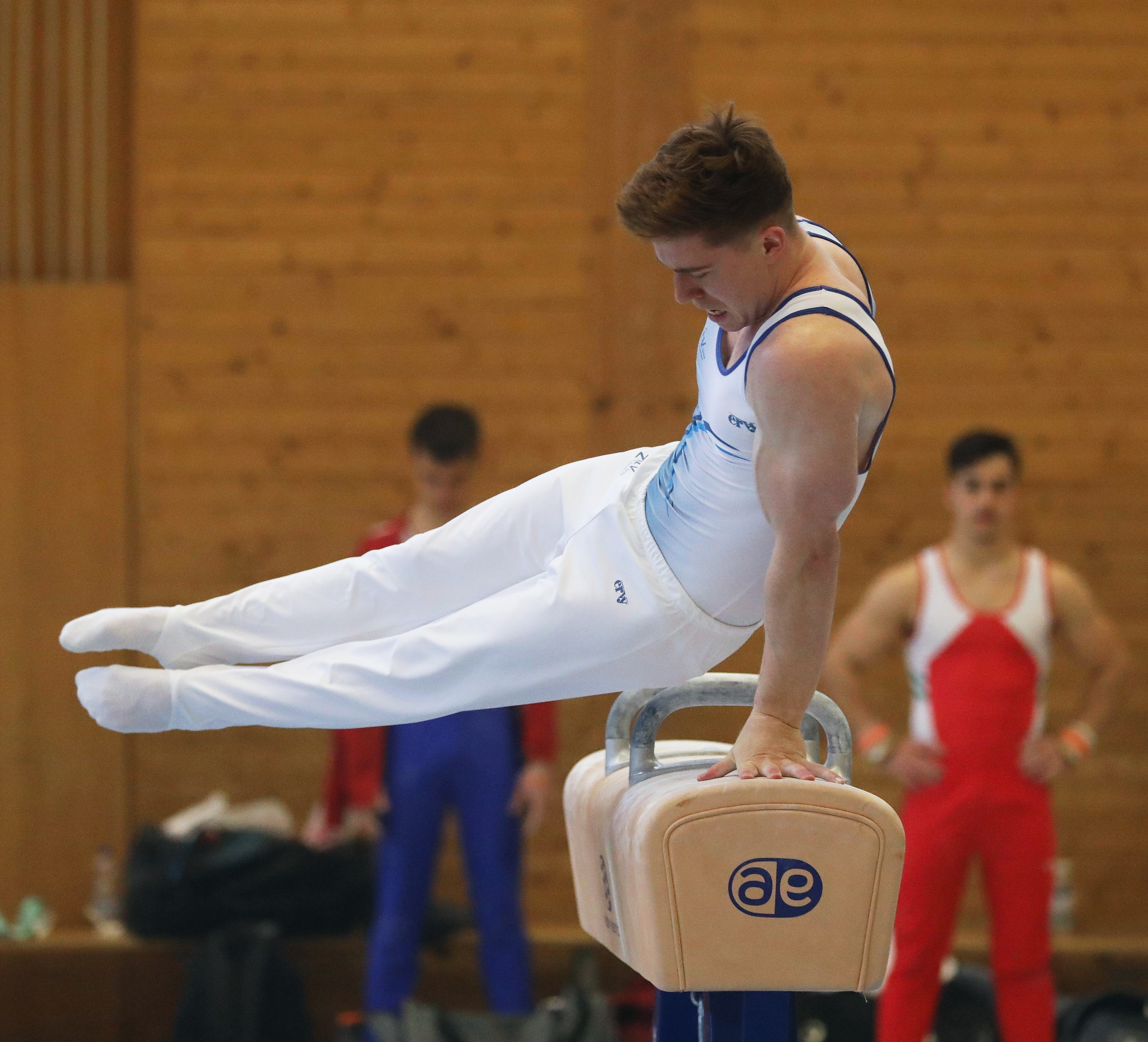
am Pferd,
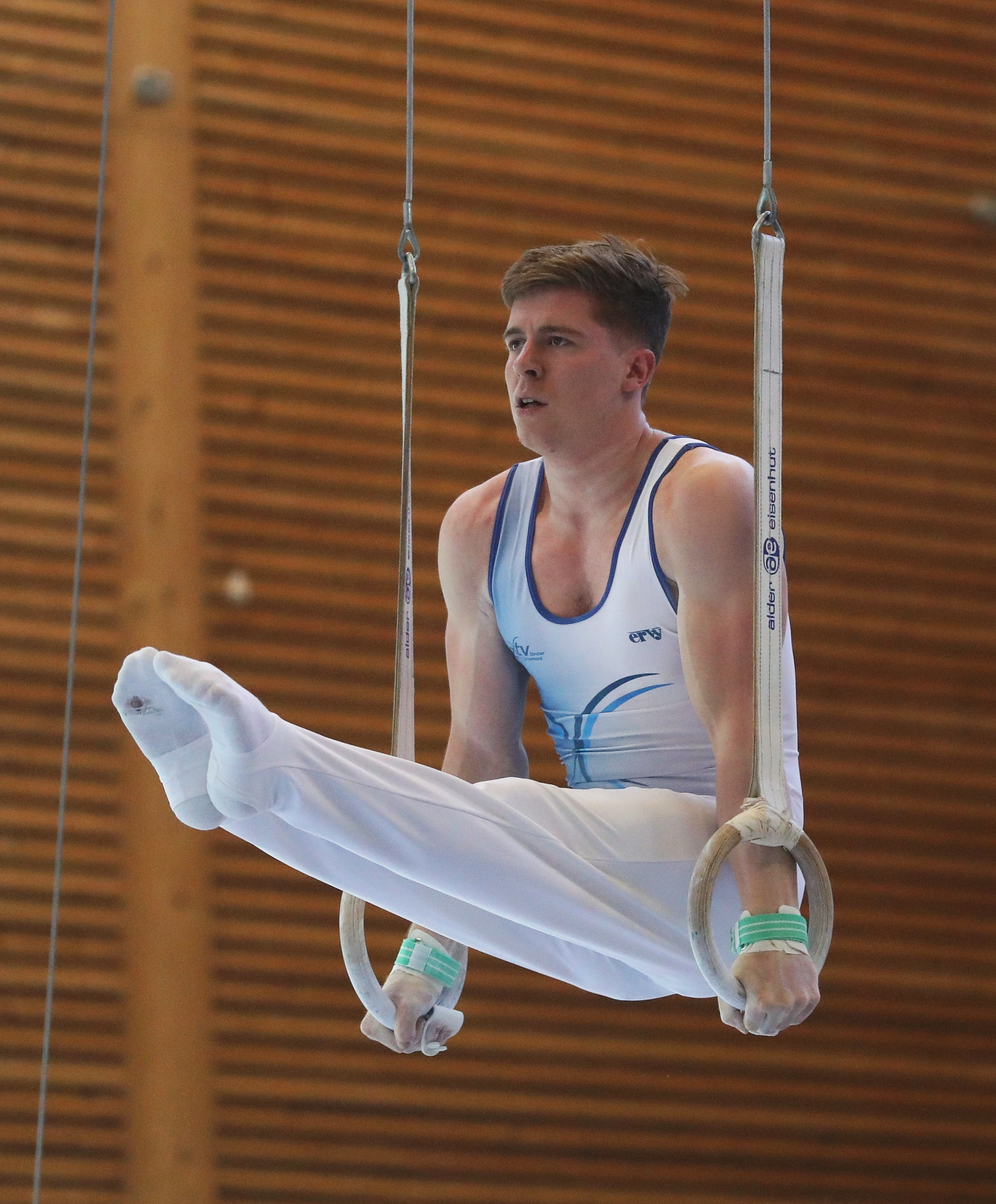
an den Ringen,
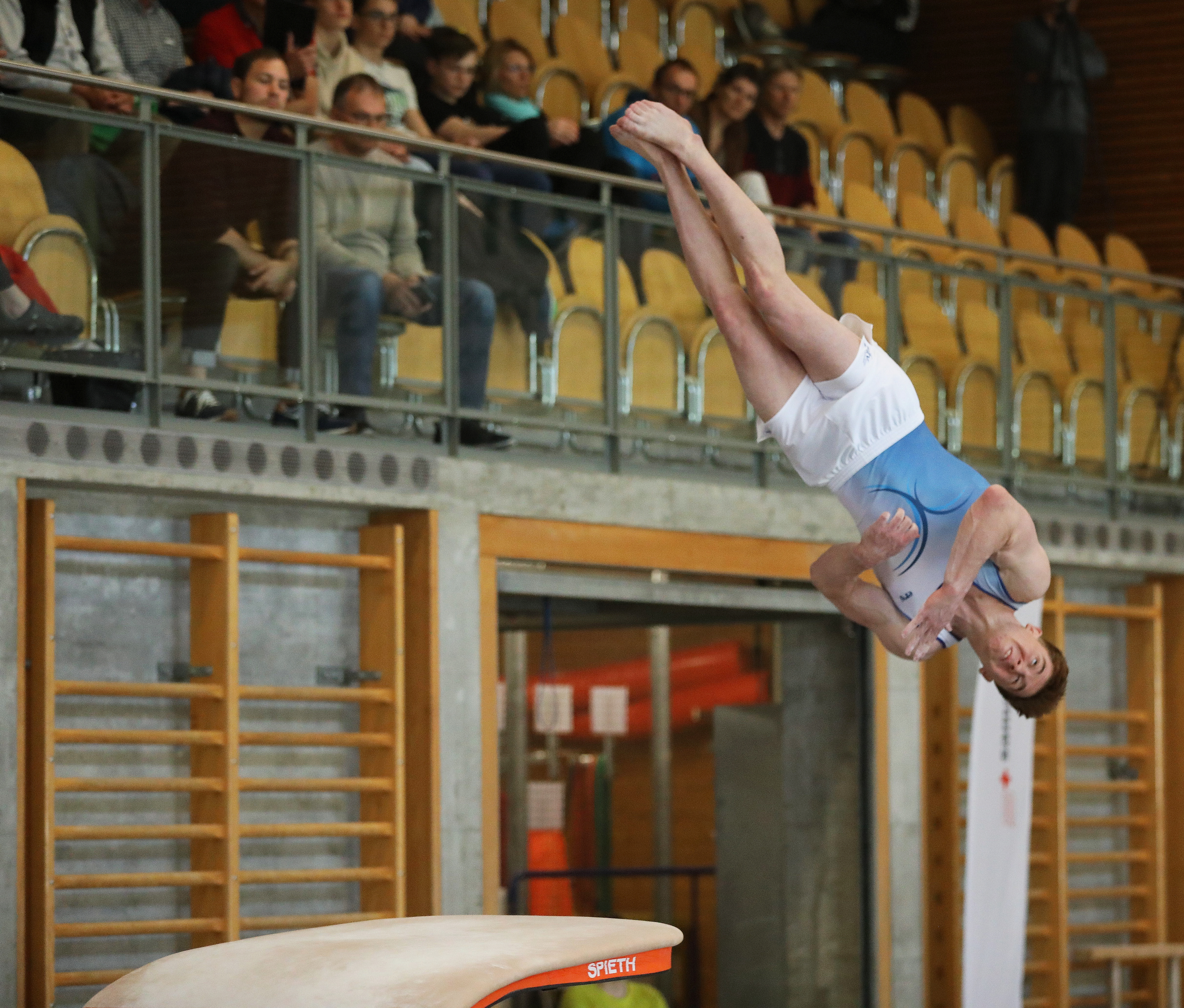
am Sprung,
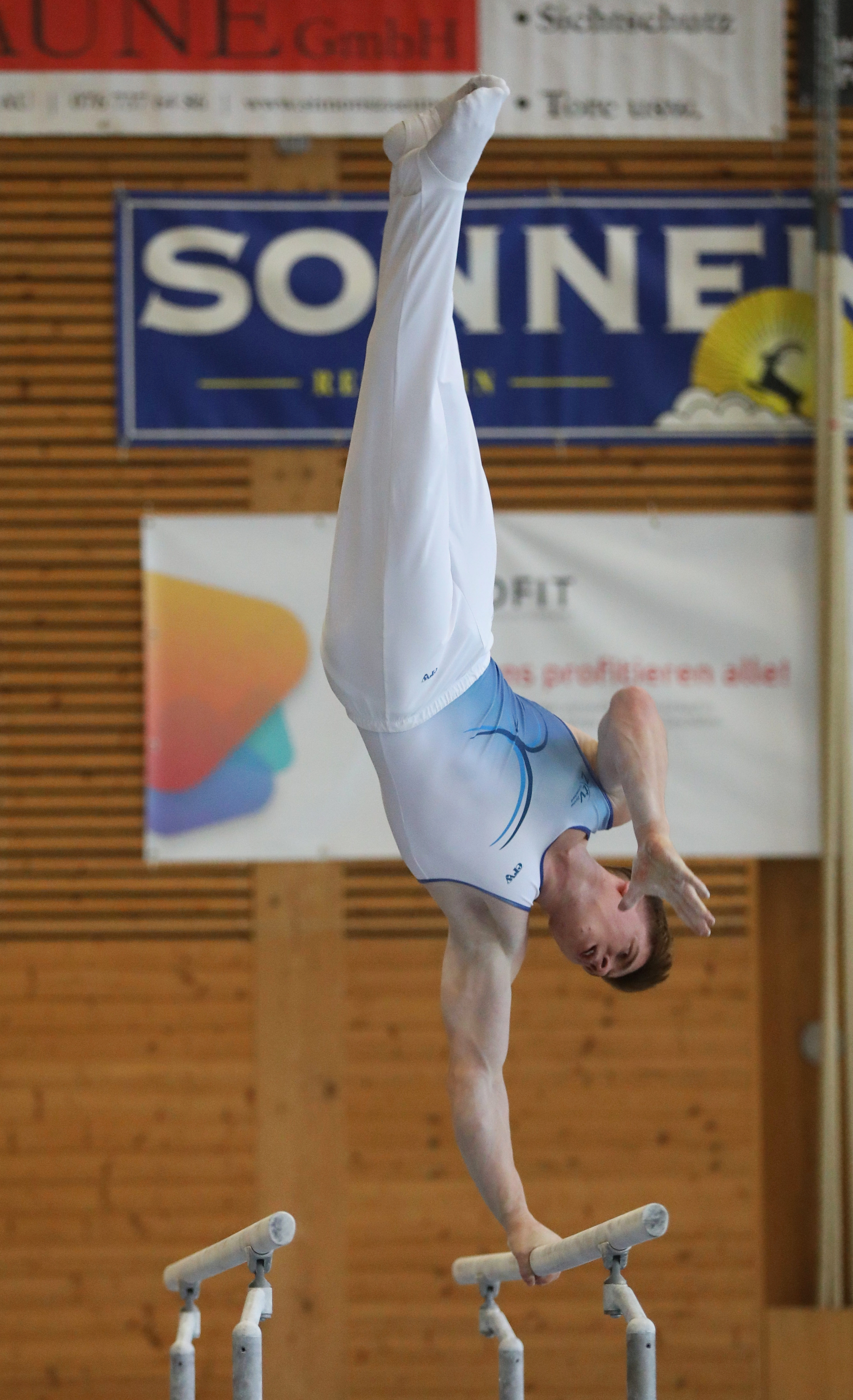
am Barren und
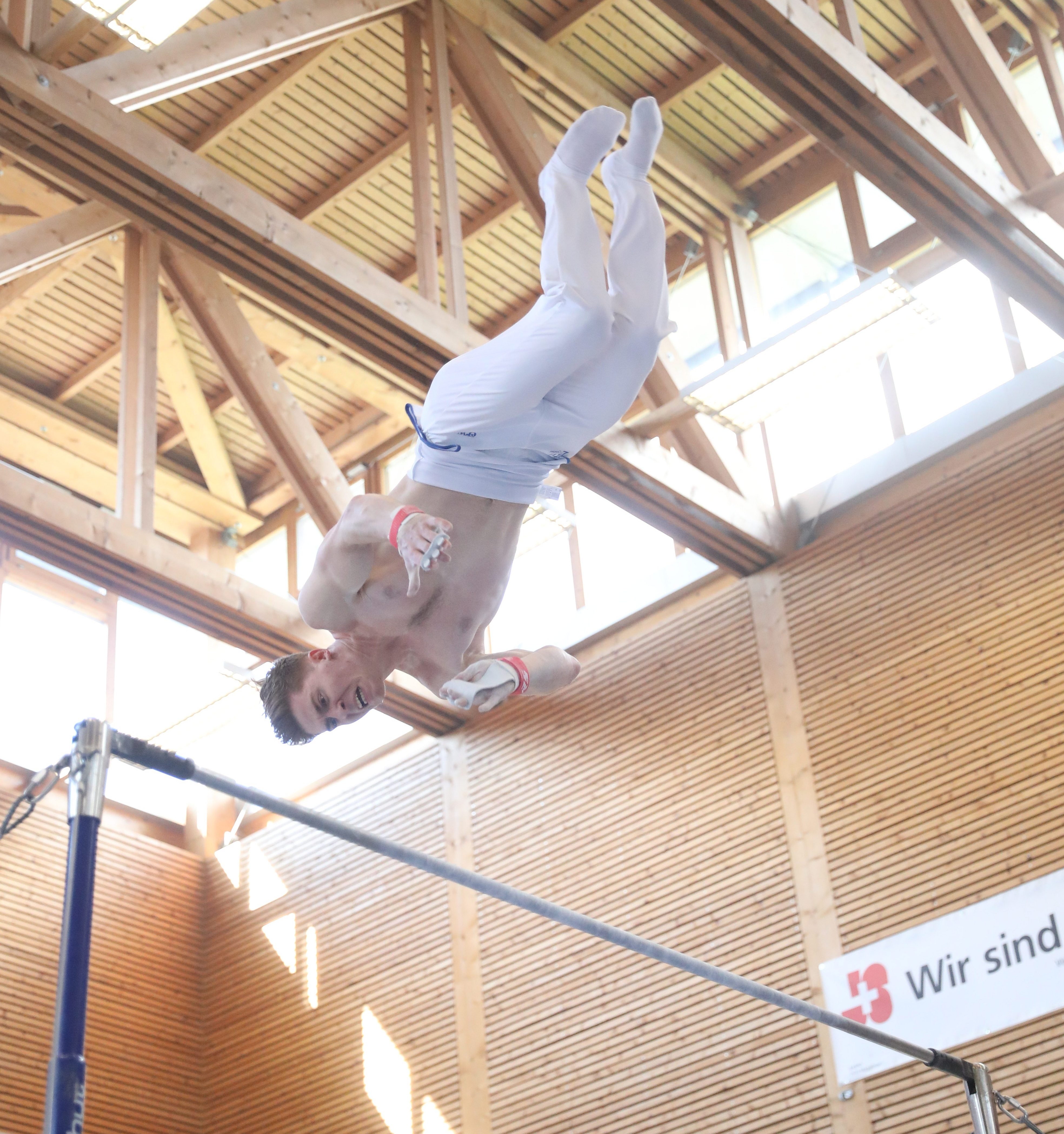
am Reck.